# Истурис, Франсиско Хавьер де
Франси́ско Хавье́р де Исту́рис (исп. Francisco Javier de Istúriz; 31 октября 1790, Кадис — 2 апреля 1871, Мадрид) — испанский государственный деятель и дипломат. Председатель правительства Испании.
Представитель эксальтадос, после восстания 1820 года был депутатом, в 1823 году президентом кортесов, ратовал за отречение короля. Когда был восстановлен старый порядок, Истурису был вынесен смертный приговор, но он бежал в Лондон. Вернувшись в Испанию во время регентства королевы Марии Кристины, Истурис в 1836 году стал во главе министерства, но скоро был свергнут в результате мятежа, вынудившего королеву принять Кадисскую конституцию 1812 года. Позже Истурис несколько раз был президентом кортесов, затем посланником в Лондоне и Париже; в 1856 году он был отправлен с чрезвычайной миссией в Петербург.